# Spirostreptus curiosus
Spirostreptus curiosus är en mångfotingart som först beskrevs av Filippo Silvestri 1895.  Spirostreptus curiosus ingår i släktet Spirostreptus och familjen Spirostreptidae. Inga underarter finns listade i Catalogue of Life.